# 阿尔让河畔蒙福尔
阿爾讓河畔蒙福尔（法語：Montfort-sur-Argens，法語發音：[mɔ̃fɔʁ syʁ aʁʒɑ̃(s)]）是法国普罗旺斯-阿尔卑斯-蓝色海岸大区瓦尔省的一个市镇，位于该省中部偏西，属于布里尼奥勒区。

## 地理
阿尔让河畔蒙福尔（43°28'26"N, 6°7'19"E）面积11.92 平方千米，位于法国普罗旺斯-阿尔卑斯-蓝色海岸大区瓦尔省，该省份为法国东南部沿海省份，北起上普罗旺斯阿尔卑斯省，西北角与沃克吕兹省接壤，西接罗讷河口省，南濒地中海，东临滨海阿尔卑斯省。
与阿尔让河畔蒙福尔接壤的市镇（或旧市镇、城区）包括：科蒂尼亚克、卡尔塞斯、科朗斯。
阿尔让河畔蒙福尔的时区为UTC+01:00、UTC+02:00（夏令时）。

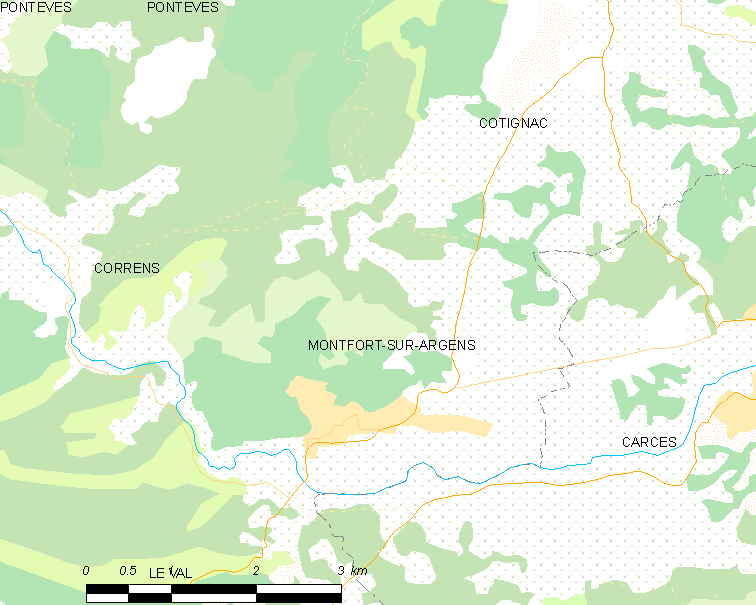
阿尔让河畔蒙福尔的OSM定位图

## 行政
阿尔让河畔蒙福尔的邮政编码为83570，INSEE市镇编码为83083。

## 政治
阿尔让河畔蒙福尔所属的省级选区为布里尼奥勒县。

## 人口

1962-2008年间阿尔让河畔蒙福尔人口变化图示

阿尔让河畔蒙福尔于2022年1月1日时的人口数量为1464人。